# Potez

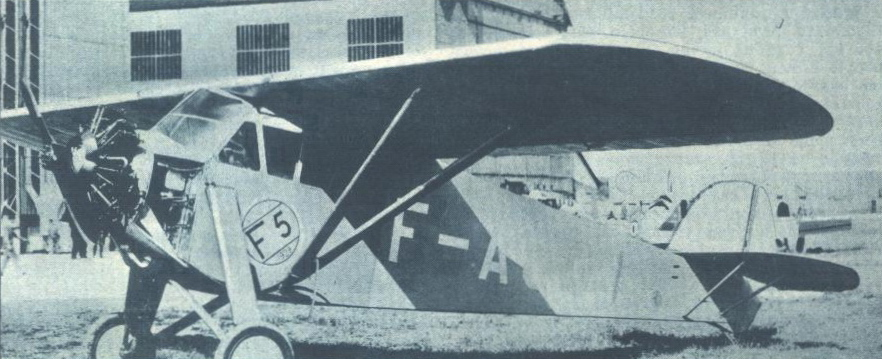
Potez 36 beim Europarundflug 1929

Potez war ein französischer Flugzeug- und Flugmotorenhersteller.
Das Unternehmen wurde 1919 unter dem Namen Aéroplanes Henry Potez gegründet und 1936 verstaatlicht. Die nach dem Zweiten Weltkrieg entstandene Société des Avions et Moteurs Henry Potez ging 1967 in der Sud Aviation auf.

## Aéroplanes Henry Potez
Das vom Flugzeugkonstrukteur Henry Potez 1919 ins Leben gerufene Unternehmen baute zunächst aus dem Ersten Weltkrieg stammende SEA-IV-Flugzeuge um, an deren Entwicklung der Gründer beteiligt gewesen war. Mit der Potez VII begann die Herstellung eigener Entwürfe, darunter kleinere Verkehrsflugzeuge und militärische Aufklärungsflugzeuge. Zeitweise wurde in Polen in Lizenz produziert. 1933 übernahm Potez den Flugboothersteller CAMS.
1936 veranlasste die Volksfrontregierung die Verstaatlichung der französischen Luftfahrtindustrie. Die Werke in Sartrouville und Méaulte gingen daraufhin in den Besitz der S.N.C.A. du Nord über, das Werk in Berre-l’Étang wurde durch S.N.C.A. du Sud-Est übernommen.

## Société des Avions et Moteurs Henry Potez
Nach dem Zweiten Weltkrieg gründete Henry Potez ein neues Unternehmen mit Sitz in Argenteuil, das aber nicht an die Erfolge des Vorgängers anknüpfen konnte. Mit der Übernahme des Konkurrenten Fouga 1958 wurde der Name in Potez Air-Fouga geändert. Der Hersteller Morane-Saulnier wurde 1963 erworben.
Der letzte eigene Entwurf war das Turbopropflugzeug Potez 840. Nachdem sich dieses am Markt nicht durchsetzen konnte, musste Potez die Produktion einstellen. 1967 wurden die Werksanlagen von der Sud Aviation übernommen.

## Produkte

### Flugzeugentwürfe

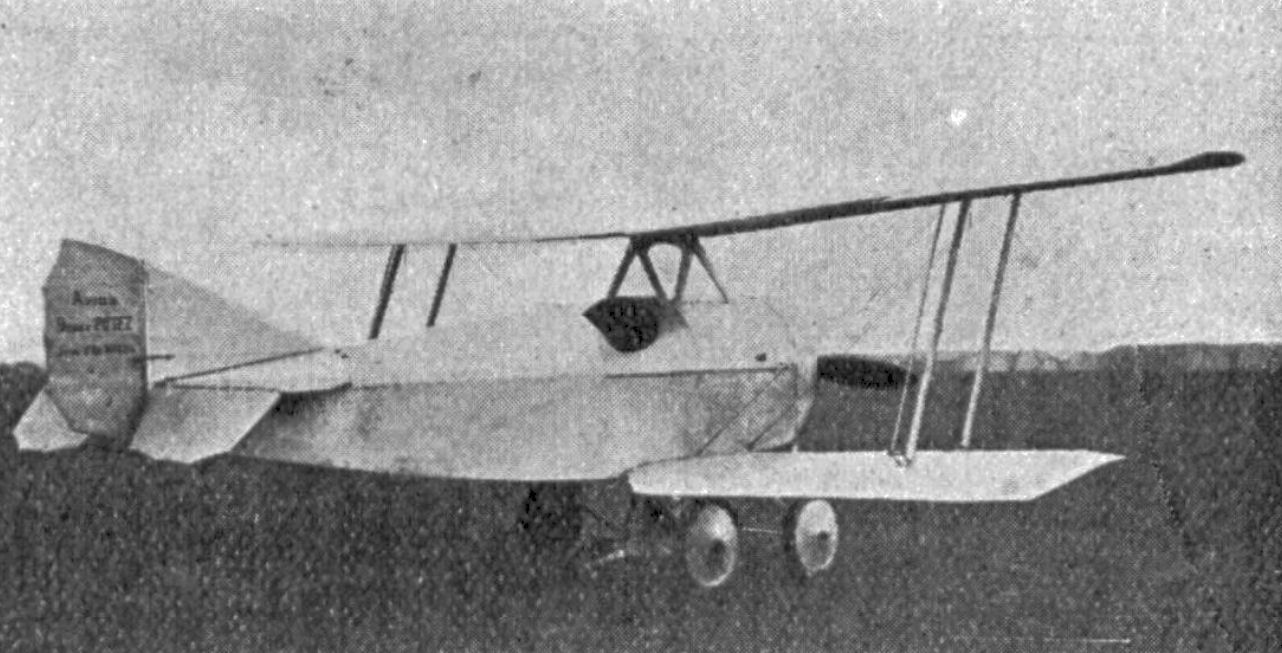
Potez VIII, 1921

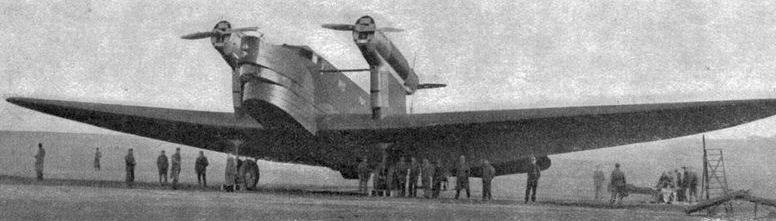
Potez 41, viermotoriger Bomber, 1934

- Potez VII
- Potez VIII
- Potez IX
- Potez XV
- Potez XVII
- Potez 25
- Potez 32
- Potez 33
- Potez 34
- Potez 36
- Potez 37
- Potez 39
- Potez 41
- Potez 43
- Potez 54
- Potez 56
- Potez 58
- Potez 60
- Potez 62
- Potez 63
- Potez 65
- Potez 75
- Potez 91
- Potez 452
- Potez 840

### Flugmotoren
- Potez 4D
- Potez 6D
- Potez 8D
- Potez 12D